# Eriocaulon depauperatum
Eriocaulon depauperatum là một loài thực vật có hoa trong họ Cỏ dùi trống. Loài này được Merr. mô tả khoa học đầu tiên năm 1910.